# Joan Masó i Valentí
Joan Masó i Valentí (Gerona, 1883-1973) fue un farmacéutico, impresor, excursionista y fotógrafo español.

## Biografía
Nació en la calle Ballesterías de Gerona y residió toda su vida en la misma casa, la cual actualmente es la Casa Masó. Fue el tercer hijo del matrimonio formado por Rafael Masó Pagés y Paula Valentí Fuster. Era hermano del arquitecto Rafael Masó Valentí, del abogado y diputado Santiago Masó Valentí y del pedagogo Narcís Masó Valentí. Estudió Farmacia en la Universidad de Barcelona y durante sus primeros años, una vez licenciado, ejerció la profesión en la Farmacia Masó-Puig de la calle Argenteria de Gerona, diseñada por su hermano arquitecto. 
En 1915, debido al fallecimiento de su padre, abandonó la farmacia para dirigir la Imprenta Masó, negocio familiar fundado por su padre y situado en la planta baja de la casa familiar. En 1924 se casó con Josefina Aragó Turón, oriunda de Santa Coloma de Gramanet. 
Nacido en una familia muy activa en el ámbito cultural, de joven participó, junto a sus hermanos, en los movimientos literarios y culturales de la Gerona de la época. Él mismo es autor de numerosos textos, algunos de ellos publicados en el boletín del Grupo Excursionista y Deportivo Gerundense (GEIG) y en el Diario de Gerona de avisos y noticias, fundado por su padre, también participó en otras publicaciones periódicas de la ciudad. En sus archivos personales, conservados en la Fundación Rafael Masó, podemos encontrar traducciones de libros en alemán, artículos sobre física i geografía y otros trabajos inéditos. 
También ejerció de profesor de matemáticas y catalán en el Instituto de la Mujer que Trabaja de Gerona. 
Su gran pasión era el excursionismo. Esta actividad le permitió conocer el paisaje catalán y colaborar activamente en las actividades del Grupo Excursionista y Deportivo Gerundense, GEIG, del cual su cuñado, Estanislau Aragó Turon, era presidente. 
Fue un fotógrafo notable,, con un millar de fotografías en negativo y positivo. La mayor parte de las imágenes son en blanco y negro, pero también experimentó con el color, realizando autocromos que han resultado ser las primeras imágenes en color de la ciudad de Gerona. Su fondo fotográfico se conserva en el Centro de Investigación y Difusión de la Imagen de Gerona (CRDI)
Falleció, sin hijos, en Gerona a los noventa años, el 30 de octubre de 1973.